# Girard Desargues
Girard Desargues (tiếng Pháp: [dezaʁɡ]; 21 tháng 2 năm 1591 – tháng 9 năm 1661) là một nhà toán học và kỹ sư người Pháp, người được coi là một trong những người sáng lập hình học chiếu. Định lý Desargues, đồ thị Desargues và miệng núi lửa Desargues trên Mặt Trăng đã được đặt tên để vinh danh ông. 

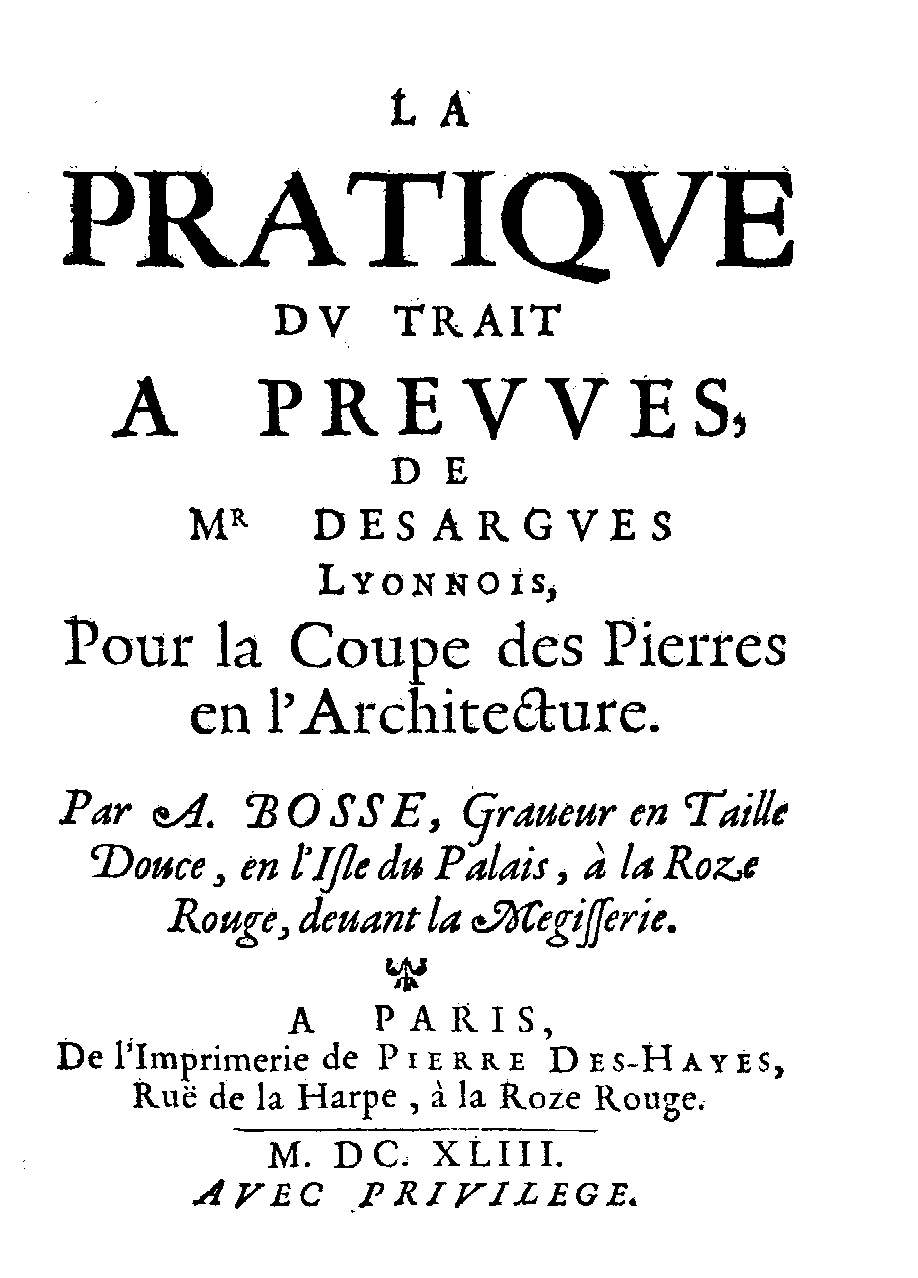
Pratique du trait a preuves (1643)

Sinh ra ở Lyon, Desargues xuất thân từ một gia đình tận tụy phục vụ cho vương quyền của Pháp. Cha ông là một công chứng viên hoàng gia, một ủy viên điều tra của tòa án Seneschal ở Lyon (1574), người thu thập tiền thập phân về các khoản thu của giáo hội cho thành phố Lyon (1583) và cho giáo phận Lyon.
Girard Desargues làm kiến trúc sư từ năm 1645. Trước đó, ông từng làm gia sư và có thể từng làm kỹ sư và tư vấn kỹ thuật trong đoàn tùy tùng của Richelieu.
Là một kiến trúc sư, Desargues đã lên kế hoạch cho một số tòa nhà tư nhân và công cộng ở Paris và Lyon. Là một kỹ sư, ông đã thiết kế một hệ thống nuôi nước mà ông lắp đặt gần Paris. Nó được dựa trên việc sử dụng nguyên lý tại thời điểm không được công nhận của bánh xe epicycloidal.